# 金童 (電影)
《金童》（英語：Golden Boy）是2025年的香港動作驚悚片，由陳維冠執導，張繼聰和韋羅莎主演。

## 角色
- 張繼聰
- 韋羅莎
- 朱栢康

## 製作
- 電影在2019年拍攝，張繼聰為此電影特意辛苦鍛鍊[2]。

## 外部連結
- 豆瓣电影上《金童》的資料 （简体中文）